# Nancha
Nancha (en chino, 南岔; pinyin, Nánchà) es un condado  bajo la administración directa de la Prefectura Yichun en la Provincia de Heilongjiang, República Popular China.  Su área es de 3084 km² y su población total para 2010 superó los 130 mil habitantes. 

## Administración
Desde julio de 2020, el  Condado Nancha se divide en 4 pueblos que se administran en 3 poblados 1  villa.